# Ria Baran
Ria Falk (nascida Ria Baran) (Dortmund, Alemanha, 29 de novembro de 1922 – Düsseldorf, Alemanha, 12 de novembro de 1986) foi uma patinadora artística alemã que competiu em competições de duplas. Ela foi campeã olímpica em 1952 ao lado de Paul Falk. Ainda quando competia casou-se com seu parceiro Paul Falk.

## Principais resultados

### Com Paul Falk
| Resultados                                            | Resultados      | Resultados      | Resultados      | Resultados      | Resultados      | Resultados      | Resultados    | Resultados    | Resultados    | Resultados    | Resultados    | Resultados    |
| Internacional                                         | Internacional   | Internacional   | Internacional   | Internacional   | Internacional   | Internacional   | Internacional | Internacional | Internacional | Internacional | Internacional | Internacional |
| Evento/Temporada                                      | 1946– 1947      | 1947– 1948      | 1948– 1949      | 1949– 1950      | 1950– 1951      | 1951– 1952      |               |               |               |               |               |               |
| ----------------------------------------------------- | --------------- | --------------- | --------------- | --------------- | --------------- | --------------- | ------------- | ------------- | ------------- | ------------- | ------------- | ------------- |
| Jogos Olímpicos                                       |                 |                 |                 |                 |                 | Medalha de ouro |               |               |               |               |               |               |
| Campeonato Mundial                                    |                 |                 |                 |                 | Medalha de ouro | Medalha de ouro |               |               |               |               |               |               |
| Campeonato Europeu                                    |                 |                 |                 |                 | Medalha de ouro | Medalha de ouro |               |               |               |               |               |               |
| Nacional                                              |                 |                 |                 |                 |                 |                 |               |               |               |               |               |               |
| Campeonato Alemão                                     | Medalha de ouro | Medalha de ouro | Medalha de ouro | Medalha de ouro | Medalha de ouro | Medalha de ouro |               |               |               |               |               |               |
|                                                       |                 |                 |                 |                 |                 |                 |               |               |               |               |               |               |
| Legenda: Competição não foi disputada nesta temporada |                 |                 |                 |                 |                 |                 |               |               |               |               |               |               |